# Combat Action Ribbon

Bandschnalle der Combat Action Ribbon der Navy und Marine Corps

Bandschnalle der Combat Action Ribbon der Coast Guard

Das Combat Action Ribbon (CAR) ist eine militärische Auszeichnung der United States Navy, der United States Coast Guard und des United States Marine Corps, die an Angehörige dieser Teilstreitkräfte der Vereinigten Staaten verliehen wird, die aktiv an Kämpfen zu Lande oder zur See teilgenommen haben. Das Band wird an Angehörige der Marine und des Marine Corps verliehen, deren Dienstgrad nicht höher als Captain (Hauptmann) ist.
Die U.S. Navy genehmigte das Combat Action Ribbon erstmals am 17. Februar 1969. Das Navy Ribbon galt ursprünglich rückwirkend bis März 1961; 1999 wurde es rückwirkend bis zum 7. Dezember 1941 eingeführt.
Das Combat Action Ribbon der Küstenwache wurde am 16. Juli 2008 genehmigt und kann an Angehörige der Küstenwache im Rang eines Captain und darunter verliehen werden, die aktiv an Gefechten zu Lande oder zur See teilgenommen haben. Das Band der Küstenwache gilt rückwirkend bis zum 1. Mai 1975. Während des Vietnamkriegs wurde Angehörigen der Küstenwache das Combat Action Ribbon der Marine verliehen.
Einsätze in Flugzeugen und in Hubschraubern erfüllen nicht die Kriterien für die Verleihung des Combat Action Ribbon.

## Kriterien
- Das wichtigste Kriterium für die Verleihung ist die zufrieden stellende Leistung unter feindlichem Beschuss während der aktiven Teilnahme an einem Einsatz zu Lande oder zur See. Weder der Dienst in einem Kampfgebiet noch die Verleihung des Purple Heart oder einer Kampfauszeichnung berechtigen automatisch zum Erhalt des Combat Action Ribbon.
- Eine unmittelbare Exposition gegenüber der Detonation eines vom Feind eingesetzten improvisierten Sprengsatzes mit oder ohne unmittelbare Anwesenheit feindlicher Kräfte stellt eine aktive Teilnahme an einem Einsatz zu Lande oder zur See dar.
- Das Combat Action Ribbon kann an Personen verliehen werden, die an geheimen oder besonderen Operationen teilnehmen, die aufgrund der Art ihres Auftrags nicht in der Lage sind, das Feuer zu erwidern, und die unter Bedingungen operieren, bei denen die Gefahr feindlichen Feuers groß ist und erwartet wird, dass sie darauf stoßen.
- Das Combat Action Ribbon wird nicht für Lufteinsätze verliehen. Piloten oder Besatzungsmitglieder nach einem Absturz, können jedoch für diese Auszeichnung in Frage kommen.

Andere kleinere Operationen und spezifische Aktionen können die Verleihung erlauben, wie vom Kommandanten der Küstenwache festgelegt. Pro Einsatz und Krieg ist nur eine Auszeichnung zulässig. Wobei jede zusätzliche CAR-Auszeichnung mit einem 5⁄16 Zoll großen goldenen oder silbernen Stern in der Mitte der Bandschnalle gekennzeichnet ist. Zum Beispiel werden zwei CAR-Auszeichnungen mit dem CAR-Band mit einem zusätzlichen goldenen Stern gekennzeichnet. Drei Auszeichnungen werden mit dem Band und zwei goldenen Sternen gekennzeichnet.
Das Combat Action Ribbon kann an Personen verliehen werden, die in einer der nachstehend aufgeführten Operationen an Kampfhandlungen teilgenommen haben und deren Berechtigung festgestellt wurde. Diese Auflistung ist nicht vollständig, da das Combat Action Ribbon auch in kleineren Operationen und für bestimmte Aktionen verliehen wurde.
Crewmitglieder von Schiffen erhalten das Combat Action Ribbon nur wenn der Marineminister deren Schiffe dafür freigibt. So genehmigte der Marineminister bei der Operation Desert Storm den Zeitraum vom 17. Januar 91 bis 28. Februar 91 für die folgenden Schiffe: Adroit, Beaufort, Caron, Durham, Ford, Paul F. Foster, Hassayanpa, Impervious, Avenger, Bunker Hill, Curts, Fife, Fort McHenry, Hawes, Horne, Jarrett, Kidd, Leader, Macdonough, Missouri, Nassau, Nicholas, Oldendorf, Portland, Raleigh, Vreeland, Worden, La Salle, Leftwich, Mcinery, Mobile Bay, Niagara Falls, Okinawa, Passumpsic, Princeton, Tripoli, Wisconsin und für die Schiffe Comfort, Guam, Iwo Jima, Ogden, Missouri, Richmond K. Turner, Valley Forge und Leader für kürzere Zeiträume.
Für ihr aktives militärisches Eingreifen in den Krieg in Israel und Gaza seit 2023, insbesondere die Bekämpfung von Drohnen, die die Ansar Allah (Huthi) aus dem Jemen in Richtung Israel abgefeuert hatten, wurde die Auszeichnung, erstmals seit 1991, an die Besatzung von mindestens sieben amerikanischen Marineschiffen vergeben. Dabei handelte es sich um den Flugzeugträger Dwight D. Eisenhower, den Kreuzer Philippine Sea, die Zerstörer Carney, Thomas Hudner, Gravely, Laboon und Mason.
Soldaten der United States Army erhalten das Combat Action Badge für Teilnahme am Kämpfen. Soldaten der United States Air Force erhalten das Combat Action Medal.

## US Coast Guard
Ursprünglich mussten alle ähnlichen militärischen Auszeichnungen anderer Teilstreitkräfte in das Coast Guard Combat Action Ribbon umgewandelt werden, um an der Uniform der Küstenwache getragen werden zu können, doch wurde die Politik mit Wirkung vom 1. Januar 2009 dahingehend geändert, dass nun auch das Navy Combat Action Ribbon, die Air Force Combat Action Medal und das Army Combat Infantry/Medical/Action Badge für Dienste vor dem 1. Mai 1975 getragen werden dürfen, die nicht in das Coast Guard Combat Action Ribbon umgewandelt werden können.